# 宝石箱 (アイスクリーム)
宝石箱（ほうせきばこ）は、かつて雪印乳業（現：雪印メグミルク）が販売していたアイスクリーム（カップアイス）。
白いバニラアイスの中に、カラフルでフルーツの香りが付いた氷粒が散りばめられている。
その氷粒を「宝石」に、パッケージ全体を「宝石箱」に例えたコンセプトの商品であった。
発売期間は、1978年 - 1983年。

## 商品概要
発売時の定価は120円。大半のカップ入りアイスは「乳及び乳製品の成分規格等に関する省令」（乳等省令）上の分類は「ラクトアイス」であるが、発売当初の本品は「アイスクリーム」であり、カップ入りアイスの中では品質が高かった。このため内容量が同じ他のカップ入りアイスが50円で売られていた中、120円という高級品の部類に入る価格設定となっていた。種類が3種類から7種類に増やされた際、品質を「乳及び乳製品の成分規格等に関する省令」上の分類における「アイスミルク」とし、定価を100円に値下げしている。
天面（蓋）・側面ともに黒を基調とした、紙製の四角いパッケージ（四角錐台を逆さにしたような天面の方がやや広い形状で、角部分はラウンドになっている）。
当初のフレーバーのラインナップは、ストロベリー（赤）、メロン（緑）、オレンジ（山吹色）の3種類。その後、チェリー（紫）、モカコーヒー（茶褐色）、レモン（黄）、アップルカクテル（赤と緑のミックス）の4種類も登場し、合計7種類が存在した。7種類となってからもスーパーマーケット・菓子店・パン店など小売では後発の4種類の販売は少なく、先発の3種類が多く流通していた。

## 広告・販促
キャッチコピーは「バニラに 香りの宝石 散りばめて」。 
1978年（昭和53年）の新発売時のテレビCMには、ピンク・レディーを起用。CMソングは『キャッチ・リップ』（同年6月発売のシングル『モンスター』のB面）の替え歌バージョンであり、60秒版のCMもあった。その後、テレビCM出演者は大地真央に替わった。
キャンペーンとして、実際の宝石（ルビー、エメラルド、シトリンの指環）などの抽選プレゼントも行われていた。
小売店（菓子店やスーパーマーケットなど）のアイスクリーム売り場には、「宝石箱」のパッケージをそのまま大きくしたような（アイスクリーム用の）スプーン入れ（販売促進品）が置かれていたところもあった。

## 限定復刻
2001年の「たのみこむ」（消費者リクエスト型ショッピングサイト）の開設当初から、復刻リクエストが多数寄せられたものの、実現には至らなかった。
2002年10月1日、雪印乳業のアイスクリーム事業は、ロッテスノー株式会社（ロッテの合弁会社）へ移行。
2006年、そのロッテスノーが、雪印ブランドによる夢の「宝石箱」が当たるキャンペーンという、限定復刻を行った。
- 対象商品 - 「雪印 北海道バニラバー」（10本入り）で、そのスティックの何％かに当たりがある仕組み。
- 応募方法 - 「かならずもらえるコース 500名」（北海道マークの焼印を1本応募で無条件）、「あつめて当てようコース 1000名」（牛マークの焼印を計4頭分[注 4]集めて応募で抽選）の2通り。前者と、後者の当選者には12個セット（ストロベリー、メロン、オレンジ各4個）がクール便で送られてくるものであった[3][10]。
- 応募期間 - 締切は、2006年12月30日と2007年3月31日の2回であった[3]。
- その他 - 2007年4月、サークルKサンクス（コンビニエンスストアチェーン）が、「昭和なつかしレトロフェア」というキャンペーンにおいて、同12個セットをプレゼント商品にした（Wチャンス賞という位置づけで300名を対象）[11]。

その後2008年4月1日にロッテスノーは、株式会社ロッテアイスとなり、2011年3月末をもって雪印ブランドの使用を終了した。

## 業務用
ロッテアイス（ロッテスノー時代から）から、2ℓサイズの業務用商品（プライムシリーズに含まれる）として、「夢の宝石箱メロン」「夢の宝石箱ストロベリー」が販売されていた。しかし、生産終了となり、2011年8月現在は販売されていない。

### 注
1. ↑  初代3種を除く全て（値下げ後の後期発売品・2006 - 2007年の限定復刻版・業務用）は、分類上アイスミルクであった。
2. ↑  香りだけで甘い味は付いていなかったという説もある。
3. ↑  宝石箱 の字体は細い白の斜体で、宝 の右下の点は、★になっている。
4. ↑  1頭、2頭、3頭の焼印パターンがあった。